# Paphiopedilum victoria-regina
Paphiopedilum victoria-regina é uma espécie de orquídea (Orchidaceae) do Sudeste Asiático. Há uma variedade proveniente de Java, denominada moquetteanum J.J.Sm., que alguns preferem considerar espécie autônoma.